# Jeffrey E. Young
Jeffrey E. Young (* 9. März 1950) ist ein US-amerikanischer Psychologe und Psychotherapeut.
Jeffrey E. Young lehrt an der Fakultät der Psychiatrischen Abteilung der Columbia University. Er ist Gründer und Leiter des Cognitive Therapy Center in New York und Connecticut und des Schema Therapy Institute in New York City. Jeffrey Young ist bekannt als Begründer der Schematherapie, einer Weiterentwicklung der Kognitiven Verhaltenstherapie, die bei Persönlichkeitsstörungen und chronischen Depressionen zum Einsatz kommt.